# Stružnické rybníky
Stružnické rybníky jsou evropsky významná lokalita a přírodní památka severovýchodně od Stružnice v okrese Česká Lípa. Předmětem ochrany jsou mokřadní a vodní biotopy s výskytem Kuňky obecné.

## Historie
Chráněné území vyhlásil Krajský úřad Libereckého kraje s účinností od dne 14. srpna 2012.

## Přírodní poměry
Chráněné území s rozlohou 15,83 hektarů se nachází v katastrálním území Stružnice v nadmořské výšce 266–274 metrů. Zahrnuje čtyři a přilehlé mokřady, zamokřené louky a lesní porost. Rybníky s rozlohou od jednoho do 2,47 hektarů jsou navzájem propojené stružkou, odtékají do nevelkého Stružnického potoka, který je levým přítokem Šporky. Území je součástí geomorfologického okrsku Českolipská kotlina a patří k povodí Ploučnice. Chráněny jsou mokřadní a vodní biotopy a druhy na ně vázané, především populace kuňky obecné (Bombina bombina).

## Přístup
Přírodní památka je přístupná polní cestou, která odbočuje ze silnice mezi Stružnicí a Horní Libchavou.

## Fotogalerie

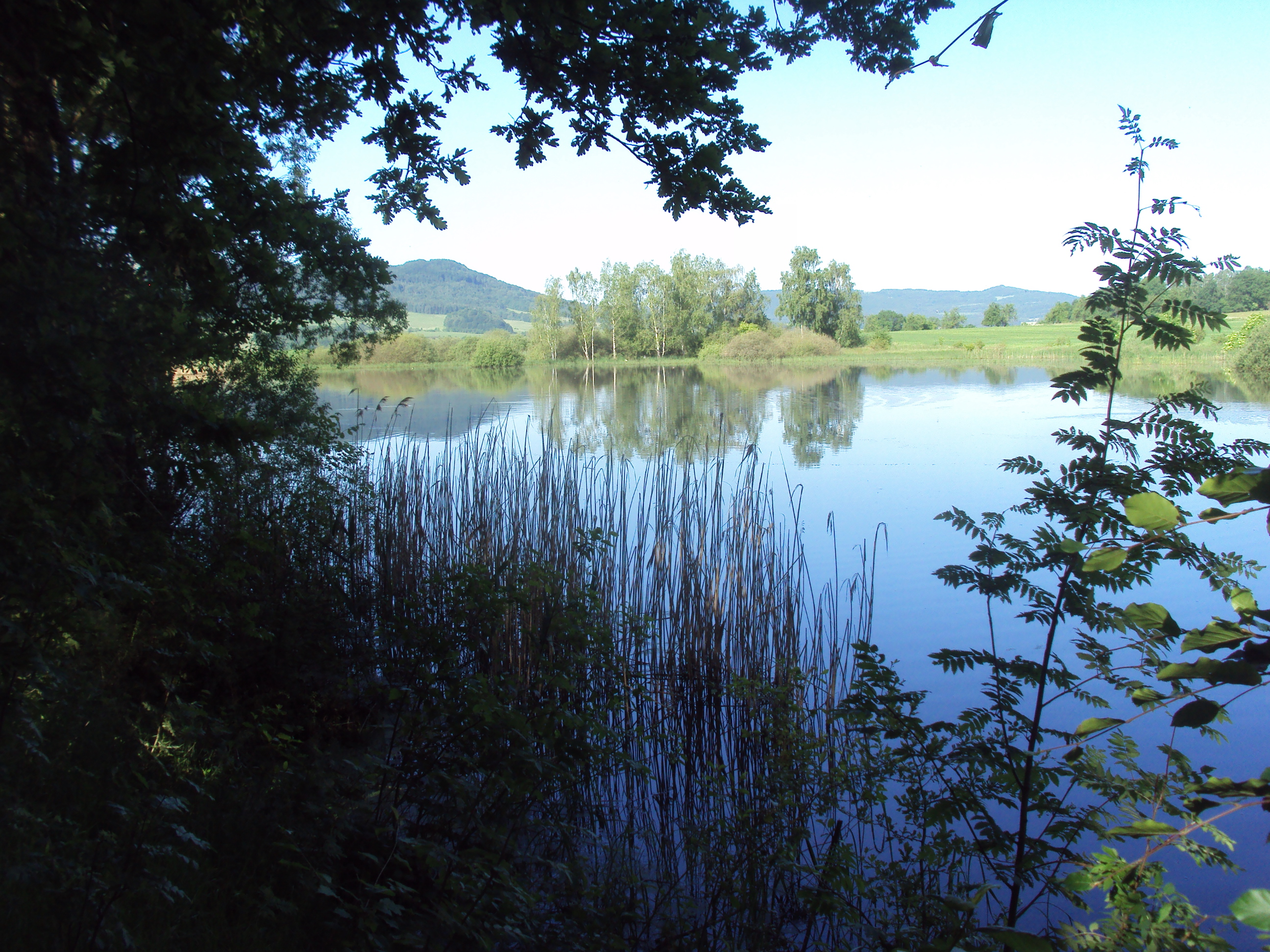
Nejzápadnější a největší z rybníků
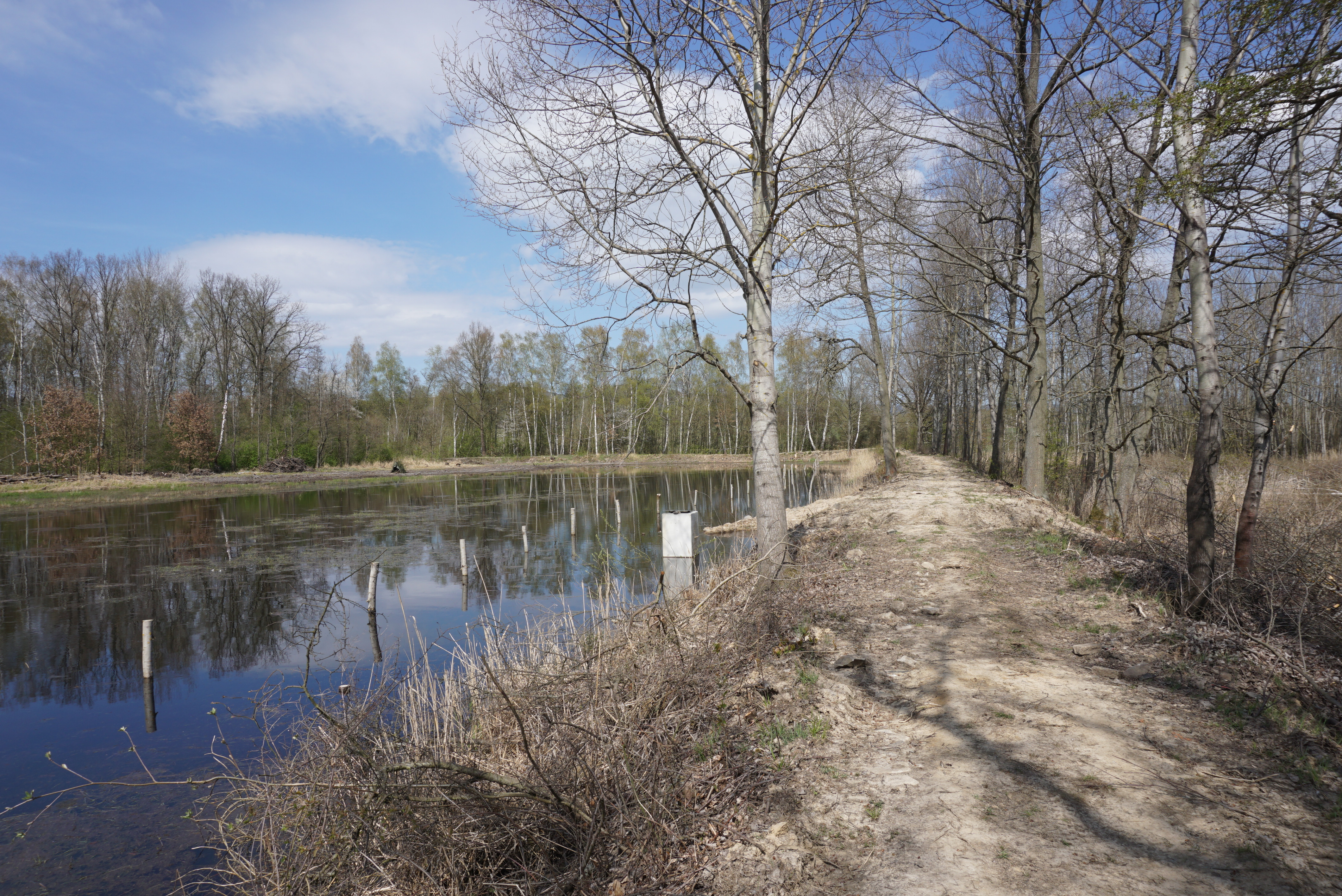
Hráz západnějšího z prostředních rybníků
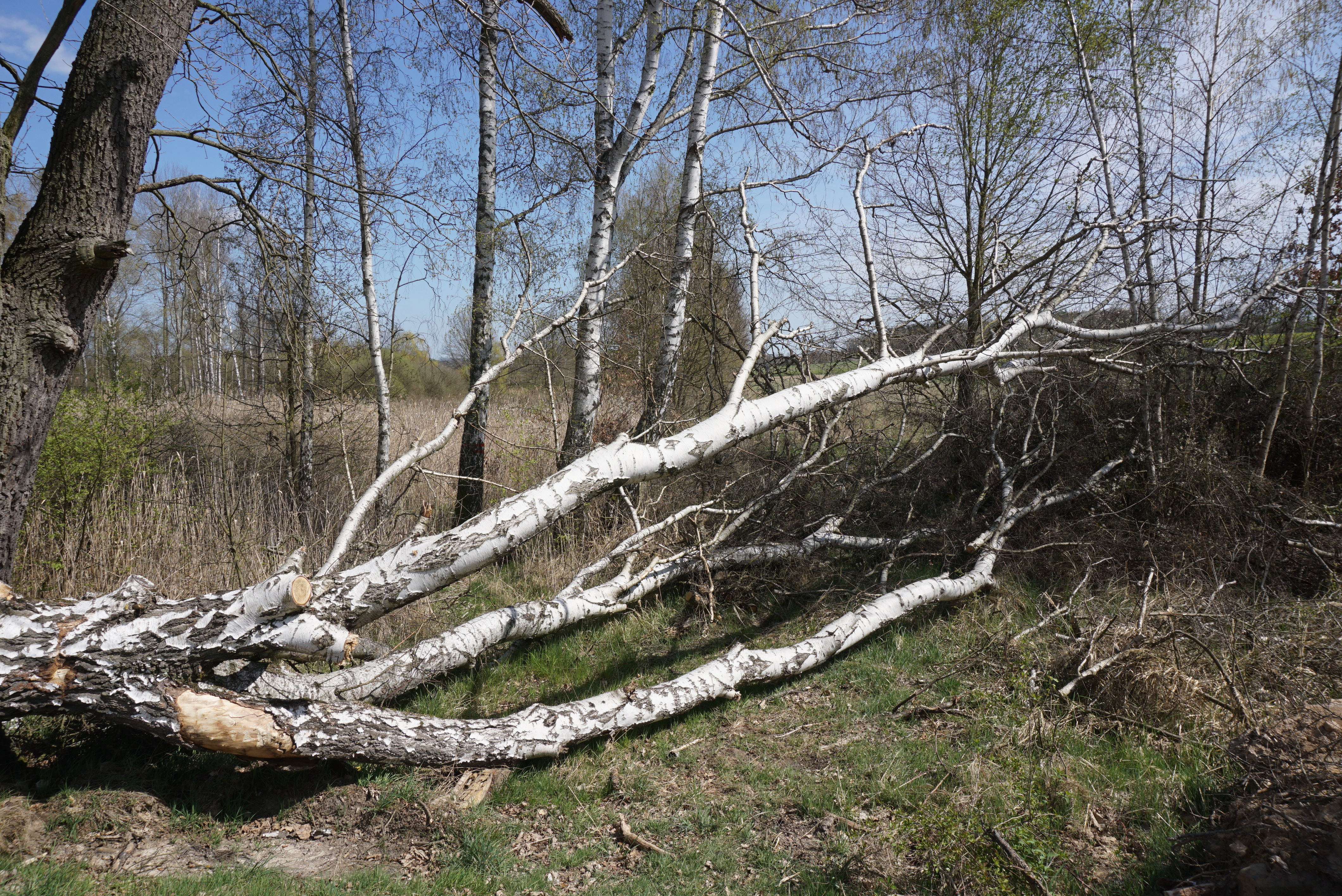
Mokřad mezi dvěma prostředními rybníky
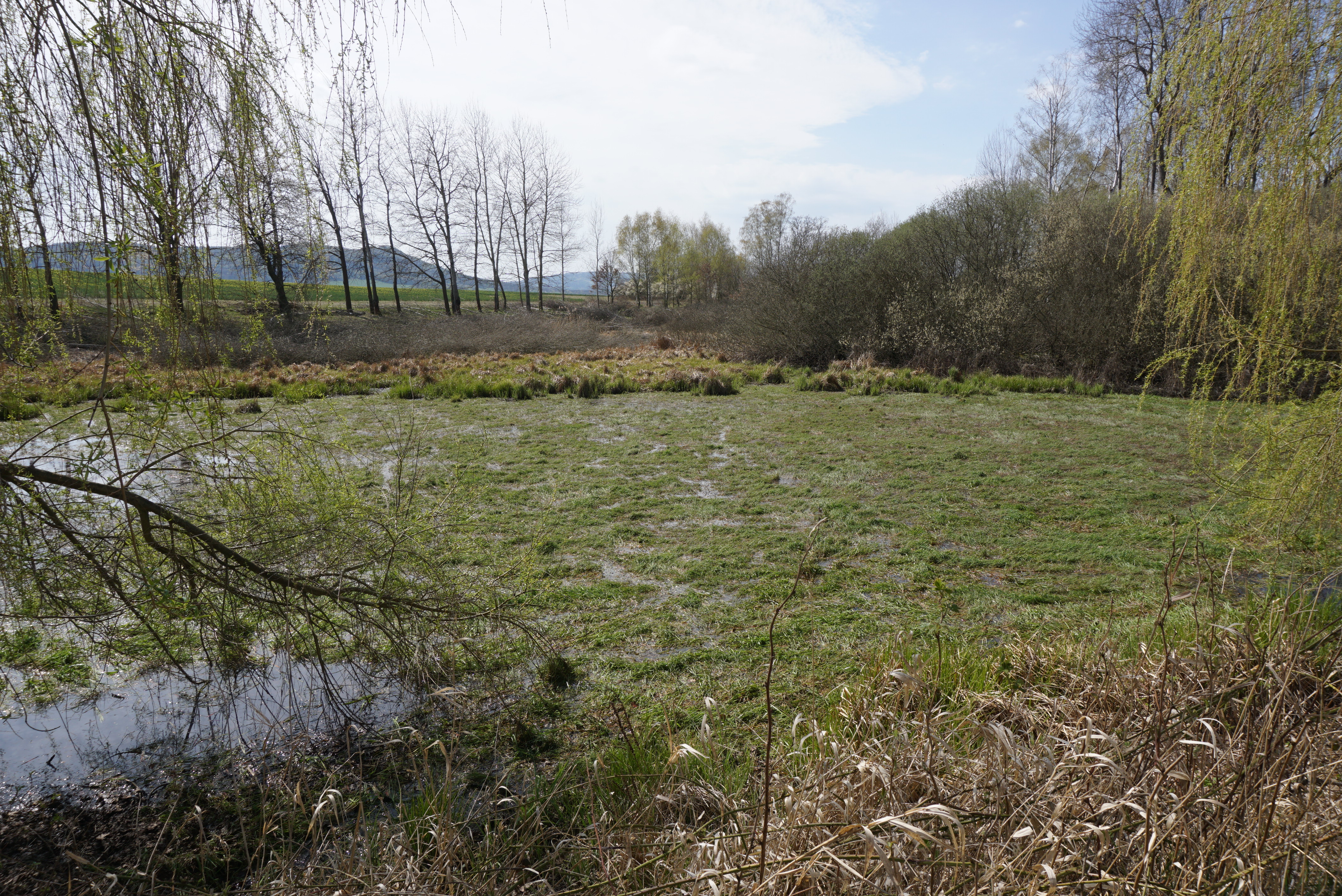
Polovypuštěný východnější z prostředních rybníků
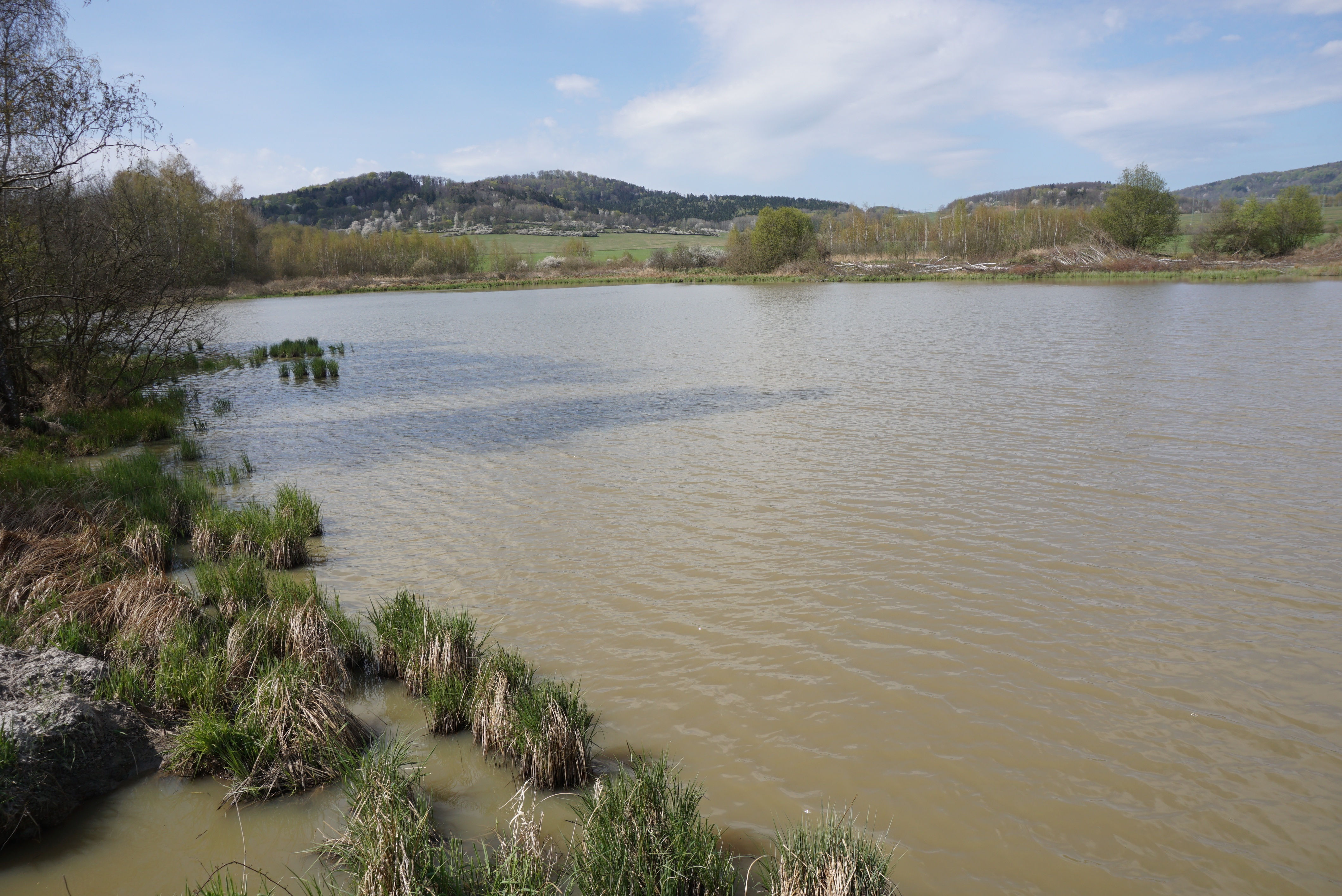
Nejvýchodnější rybník přírodní památky
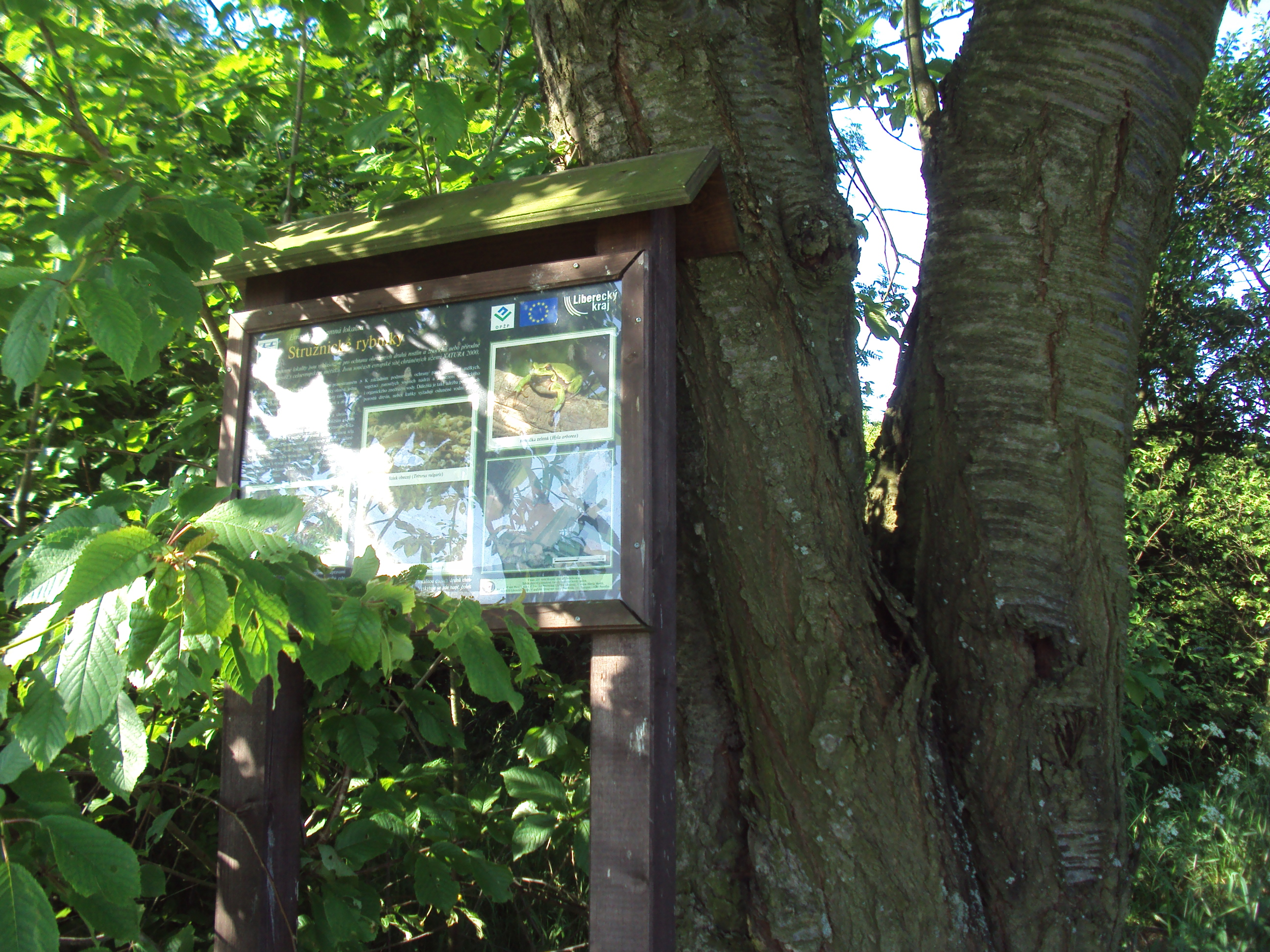
Informační tabule u rybníků